# Mont Ngerchelchuus
Le mont Ngerchelchuus est le point culminant des Palaos avec 242 mètres d'altitude. Il se trouve sur l'île de Babeldaob, à la limite des États de Ngardmau et Ngaremlengui.